# Ботинаць
45°59′ пн. ш. 16°52′ сх. д. / 45.99° пн. ш. 16.86° сх. д.
Ботинаць (хорв. Botinac) — населений пункт у Хорватії, у Б'єловарсько-Білогорській жупанії у складі громади Капела.

## Населення
Населення за даними перепису 2011 року становило 119 осіб.
Динаміка чисельності населення поселення: